# Erin Butts
Erin Butts (28 de noviembre de 1997) es una deportista estadounidense que compite en judo. Ganó una medalla de bronce en el Campeonato Panamericano de Judo de 2015 en la categoría de –44 kg.

## Palmarés internacional
| Campeonato Panamericano | Campeonato Panamericano | Campeonato Panamericano | Campeonato Panamericano |
| Año                     | Lugar                   | Medalla                 | Categoría               |
| ----------------------- | ----------------------- | ----------------------- | ----------------------- |
| 2015                    | Edmonton (Canadá)       | Medalla de bronce       | –44 kg                  |